# El Tremat
El Tremat és un nucli de població del Principat d'Andorra situat a la parròquia d'Encamp, a l'esquerra de la Valira d'Encamp. Forma una conurbació amb el poble de La Mosquera, a tocar del cap de parròquia.